# غيلبرت فين
غيلبرت فين (بالإنجليزية: Gilbert Finn)‏ هو سياسي كندي، ولد في 3 سبتمبر 1920 في كندا، وتوفي في 7 يناير 2015 في مونكتون في كندا. انتخب Lieutenant Governor of New Brunswick ‏.